# Shiori Miyake
Shiori Miyake (三宅 史織 Miyake Shiori?,  nacido el 13 de octubre de 1995 en Sapporo, Hokkaido, Japón) es una futbolista japonesa. Juega como defensa y su equipo actual es el INAC Kobe Leonessa de la Nadeshiko League japonesa.
Miyake es internacional absoluta con la selección femenina de fútbol de Japón desde 2013. Miyake fue elegida para integrar la selección nacional de Japón para los Copa Asiática femenina de la AFC de 2018, torneo donde Japón se coronó campeón.

## Trayectoria
Luego de jugar en la academia Fukushima de la JFA, en el 2013 fichó por el INAC Kobe Leonessa.

## Carrera en la selección nacional
En 2011, Miyake formó parte de la selección japonesa sub-16 que ganó el Campeonato AFC sub-16 de 2011. En 2012, representó a la selección japonesa sub-17 en el Mundial sub-17 de 2012. El 11 de septiembre de 2013, recibió su primera convocatoria a la selección absoluta. El 22 de septiembre, debutó en una victoria por 2-0 sobre Nigeria. En 2018, jugó en la Copa Asiática de 2018 y Japón ganó el campeonato. Disputó 17 partidos con Japón.
El 13 de junio de 2023, fue incluida en la plantilla de 23 jugadoras de Japón para la Copa Mundial Femenina de la FIFA 2023.

## Clubes
| Club               | País  | Año    |
| ------------------ | ----- | ------ |
| INAC Kobe Leonessa | Japón | 2013 - |

## Estadísticas

### Selección nacional[5][6][7][8]
| Selección femenina de fútbol de Japón | Selección femenina de fútbol de Japón | Selección femenina de fútbol de Japón |
| Año                                   | Partidos                              | Goles                                 |
| ------------------------------------- | ------------------------------------- | ------------------------------------- |
| 2013                                  | 1                                     | 0                                     |
| 2014                                  | 0                                     | 0                                     |
| 2015                                  | 0                                     | 0                                     |
| 2016                                  | 0                                     | 0                                     |
| 2017                                  | 5                                     | 0                                     |
| 2018                                  | 11                                    | 0                                     |
| Total                                 | 17                                    | 0                                     |

## Palmarés

### Títulos nacionales
| Título                | Club               | País  | Año  |
| --------------------- | ------------------ | ----- | ---- |
| Nadeshiko League      | INAC Kobe Leonessa | Japón | 2013 |
| Copa de la Emperatriz | INAC Kobe Leonessa | Japón | 2015 |
| Copa de la Emperatriz | INAC Kobe Leonessa | Japón | 2016 |
| Copa de la Emperatriz | INAC Kobe Leonessa | Japón | 2013 |

### Títulos internacionales
| Título                               | Club                      | País      | Año  |
| ------------------------------------ | ------------------------- | --------- | ---- |
| Campeonato Femenino Sub-16 de la AFC | Selección de Japón sub-16 | China     | 2011 |
| Copa Asiática Femenina de la AFC     | Selección de Japón        | Jordania  | 2018 |
| Juegos Asiáticos                     | Selección de Japón        | Indonesia | 2018 |